# Boston Manor (groupe)
Pour les articles homonymes, voir Boston Manor.
Boston Manor est un groupe britannique de punk rock, originaire de Blackpool, Lancashire, en Angleterre. Ils sortent un premier EP, Here/Now, via Never Mend Records sur Bandcamp, et en 2014 ils signent avec Failure By Design Records pour leur deuxième EP, Driftwood. En 2015, le groupe signe avec Pure Noise Records : avec eux, ils sortent un autre EP, Saudade, ainsi que leurs albums studio Be Nothing (2016), Welcome to the Neighbourhood (2018) et Glue (2020). 
Le style musical du groupe mélange l'emo avec des influences plus lourdes, rappelant le grunge des années 1990 et le post-hardcore du début des années 2000. Le groupe est nommé pour la meilleure percée britannique aux Kerrang! Awards en 2018 et Welcome to the Neighbourhood reçoit une nomination pour la meilleure illustration d'album aux Heavy Music Awards en 2019.

## Histoire
Boston Manor voit le jour à Blackpool, dans le Lancashire, en Angleterre, en mars 2013, après la séparation de leurs groupes précédents. « Il n'y a pas beaucoup de scène musicale à Blackpool », affirme le chanteur Henry Cox. « On a essayé de la renouveler. Quand on avait 16, 17 et 18 ans, on donnait des concerts avec différents groupes. Mais il y avait un concert dans une salle et on ne pouvait en faire qu'un seul. » Parlant de leurs débuts, il ajoute : « On a dû acheter une camionnette et jouer en dehors de Blackpool, car c'était le seul moyen de faire connaître notre musique ». Le nom du groupe vient du titre d'une démo qu'un des amis d'Henry lui a envoyée.
Le 27 juillet 2013, le groupe sort l'EP Here/Now via Never Mend Records, un label indépendant basé en Virginie, sur Bandcamp. Le 31 mars 2014, Boston Manor sort un split EP avec le groupe Throwing Stuff, sur le label Aaahh!!! Real Records. En 2014 toujours, ils signent avec Failure By Design Records, et le 13 octobre de la même année, ils sortent l'EP Driftwood. 
En janvier 2015, ils rejoignent Moose Blood pour une tournée à travers le Royaume-Uni. En 2015, Boston Manor signe avec Pure Noise Records et sort un troisième EP, intitulé Saudade, le 20 novembre. Au printemps 2016, le groupe devait rejoindre Hit the Lights, Seaway, Can't Swim et Casey Bolles pour une tournée aux États-Unis, qu'ils doivent abandonner à cause de problèmes de visa. Le 30 septembre 2016, ils révèlent leur premier album studio, Be Nothing, et en novembre 2016, ils entament leur première tournée en tête d'affiche au Royaume-Uni et en Europe, avec les premières parties de Can't Swim et Wallflower. À l'été 2017, le groupe participe au Vans Warped Tour aux États-Unis aux côtés d'Alestorm, The Ataris et de nombreux autres groupes punk. 
Le 7 septembre 2018, Boston Manor sort son deuxième album, Welcome to the Neighbourhood. Les critiques font l'éloge de l'album : « Boston Manor est l'un des rares groupes à surpasser facilement la qualité de son premier album avec son second, en prenant tout ce qui les a rendus bons au départ, en l'amplifiant 10 fois, et en ajoutant quelques nouveaux trucs pour faire bonne mesure », et Kerrang! le présente comme « album de la semaine ». Début 2019, le groupe entame une tournée européenne en première partie de Good Charlotte, avant de rejoindre A Day to Remember pour une tournée de printemps aux États-Unis.
Le 3 juin 2019, Boston Manor sort un nouveau titre, Liquid, avec le leader de Trophy Eyes, John Floreani. Le single inclut une version acoustique de Halo, single à succès de Welcome to the Neighbourhood. À l'été 2019, le groupe se produit pour la première fois en live aux festivals de Reading et Leeds, avant d'entamer une tournée à travers l'Europe en octobre et sa première tournée en tête d'affiche aux États-Unis et au Canada en novembre/décembre, avec en première partie Microwave, Heart Attack Man et Selfish Things. Le 19 août 2019, Boston Manor réimagine le single England's Dreaming en version acoustique : la sortie est accompagnée d'un remix de Welcome to the Neighbourhood par Lebrock en face B.
Le 1er mai 2020, Boston Manor sort son troisième album studio, Glue. En juillet 2021, Boston Manor annonce sa signature avec SharpTone Records ainsi qu'une tournée européenne avec le groupe de pop punk gallois Neck Deep. Le 29 octobre 2021, Boston Manor sort un autre EP, Desperate Times Desperate Pleasures, avant leur tournée américaine avec Neck Deep.

## Discographie

### Albums studio
- 2016 : Be Nothing (Pure Noise Records)
- 2018 : Welcome to the Neighbourhood (Pure Noise Records)
- 2020 : Glue
- 2022 : Datura (SharpTone Records)
- 2024 : Sundiver (SharpTone Records)

### EP
- 2013 : Here / Now (Never Mend Records)
- 2014 : Boston Manor / Throwing Stuff (split avec Throwing Stuff ; Aaaah!! Real Records)
- 2014 : Driftwood (Failure by Design Records)
- 2015 : Saudade (Pure Noise Records)
- 2019 : England's Dreaming (Pure Noise Records)
- 2021 : Desperate Times, Desperate Pleasures (SharpTone Records)

## Distinctions
| Titre                        | Année | Récompense                                          | Résultat   |
| ---------------------------- | ----- | --------------------------------------------------- | ---------- |
| Boston Manor                 | 2018  | Kerrang! Award du meilleur nouveau venu britannique | Nomination |
| Welcome to the Neighbourhood | 2019  | Heavy Music Award de la meilleure pochette d'album  | Nomination |